# Râu Vadului
Râu Vadului – wieś w Rumunii, w okręgu Vâlcea, w gminie Câineni. W 2011 roku liczyła 133 mieszkańców.